# レヴィC曲線
レヴィC曲線（英：Lévy C curve、レヴィ曲線、レヴィ・ドラゴンとも呼ばれる）は、数学において最初に記述された自己相似フラクタルである。その図形の微分可能性について1906年にアーネスト・チェザロ、1910年にゲオルグ・フェイバーによって分析されたが、現在ではフランスの数学者 ポール・レヴィの名前を冠している、彼はその図形の自己相似性について初めて言及し、コッホ曲線と同じ種類の代表的な曲線として幾何学的な構造を規定した。 これは、特殊な倍周期曲線、ド・ラーム曲線である。 

## Lシステムによる記述

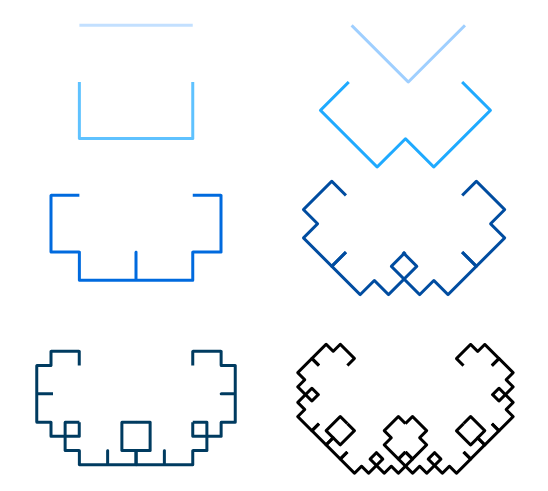
図1　レヴィC曲線（Lシステムの8段階まで）

レヴィC曲線（Lシステムの12段階後）

Lシステムを使用する場合、C曲線の作成は直線から始める。 この線を斜辺として使用して、45°、90°、45°の角度の二等辺三角形を作成する。元の線は、この三角形の他の2つの辺に置き換えられる（図1の2段階まで）。 
次の段階で、2つの新しい線は、それぞれ別の直角二等辺三角形の底辺を形成し、それぞれの三角形の二等辺に置き換えられる。したがって、2段階後、曲線は元の線と同じ長辺で、半分の短辺の長方形のコの字型の図形となる（図1の3段階まで）。 
後続の各段階で、曲線の各直線部は、その直線部を底辺として構築された直角二等辺三角形の二等辺に次々と置き換えられる。n段階後、曲線は2 nの線分で構成され、各線分は元の線より2 n / 2倍小さくなる（図1の4段階以降）。 
このLシステムは次のように記述できる。 
| 変数 ：     | F         |
| 定数 ：     | + −       |
| 開始 ：     | F         |
| 置換規則 ： | F → +F−F+ |

ここで " F  "は「前方への直線」を意味し、「+」は「時計回りに45°回転」を意味し、「 − 」は「反時計回りに45°回転」を意味する。 
この「無限」プロセスの極限であるフラクタル曲線は、レヴィC曲線と呼ばれる。その名前は、アルファベットの文字「C」に類似していることに由来し、その文字が装飾された状態のものを特にレヴィC曲線と称している。 この曲線は、「ピタゴラスの木」によく似ている。 
C曲線のハウスドルフ次元は2に等しい（開集合を含む）が、境界の次元は約1.9340である 。 

### バリエーション
標準的なC曲線は、45°の二等辺三角形を使用して作成される。C曲線のバリエーションは、45°以外の角度の二等辺三角形を使用して作成することができる。 角度が60°未満である限り、各段階で導入される新しい線は、それぞれが置き換える線よりも短いので、構築プロセスは極限曲線に向かう傾向となる。45°未満の角度では、「カール」が少なくなるフラクタルが生成される。 

## 反復関数系(IFS)による記述

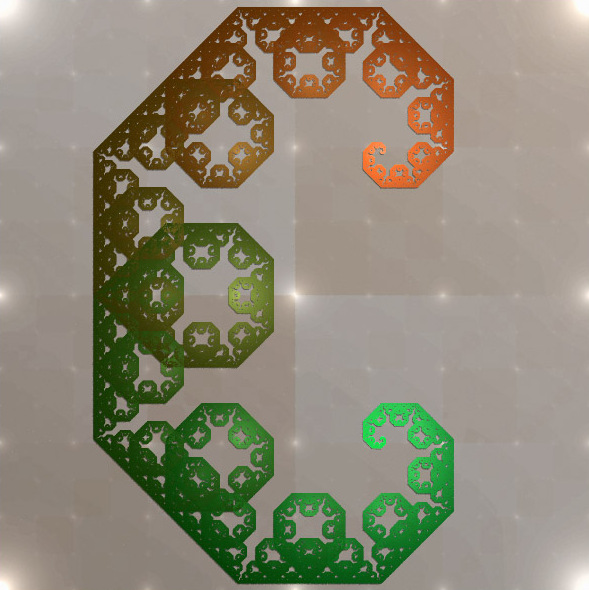
レヴィC曲線（IFSによる、極限レベル）

反復関数システム （IFS、または事実上のカオスゲームの IFS手法）を使用する場合、C曲線の構築はやや簡単である。 これには、二つの「規則」を必要とする、すなわち、平面上の2つの点が、それぞれスケール因子 の1/√2と関連付けられる。第1の規則は45°の回転、第2の規則は -45°の回転である。この規則が、ある点[X, y ]に対し反復的に実行される、このときに2つの規則がランダムに選択適用され、回転と拡大縮小の規則に関連付けられたパラメーターが用いられる、そして2次元の変換関数によりC曲線に対応する点が得られる。 
複素数を使用すると、IFSは以下のように表せる。 
{\displaystyle f_{1}(z)={\frac {(1-i)z}{2}}}
{\displaystyle f_{2}(z)=1+{\frac {(1+i)(z-1)}{2}}}
初期値は　{\displaystyle S_{0}=\{0,1\}}

また実数を使用したIFSでも記述できる。
{\displaystyle f_{1}(x,y)={\begin{bmatrix}\ 0.5&\ -0.5\ \\0.5&\ 0.5\end{bmatrix}}{\begin{bmatrix}\ x\\y\end{bmatrix}}}
{\displaystyle f_{2}(x,y)={\begin{bmatrix}\ 0.5&\ 0.5\ \\-0.5&\ 0.5\end{bmatrix}}{\begin{bmatrix}\ x\\y\end{bmatrix}}+{\begin{bmatrix}\ 0.5\\0.5\end{bmatrix}}}
上記の式を展開すると、以下の式が得られる。これらの関数を反復的に計算してプロットするとレヴィC曲線を描画できる。
ƒ1
x n + 1 = 0.5 x n - 0.5 y n
y n + 1 = 0.5 x n + 0.5 y n
ƒ2
x n + 1 = 0.5 x n + 0.5 y n + 0.5
y n + 1 = −0.5 x n + 0.5 y n + 0.5

## コンピュータによる生成

### プログラム構文例
```
// Java Sample Implementation of Levy C Curve

import
 
java.awt.Color
;

import
 
java.awt.Graphics
;

import
 
java.awt.Graphics2D
;

import
 
javax.swing.JFrame
;

import
 
javax.swing.JPanel
;

import
 
java.util.concurrent.ThreadLocalRandom
;

public
 
class
 
C_curve
 
extends
 
JPanel
 
{

    
public
 
float
 
x
,
 
y
,
 
len
,
 
alpha_angle
;

    
public
 
int
 
iteration_n
;

    
public
 
void
 
paint
(
Graphics
 
g
)
 
{

        
Graphics2D
 
g2d
 
=
 
(
Graphics2D
)
 
g
;

        
c_curve
(
x
,
 
y
,
 
len
,
 
alpha_angle
,
 
iteration_n
,
 
g2d
);

    
}

    
public
 
void
 
c_curve
(
double
 
x
,
 
double
 
y
,
 
double
 
len
,
 
double
 
alpha_angle
,
 
int
 
iteration_n
,
 
Graphics2D
 
g
)
 
{

        
double
 
fx
 
=
 
x
;
 

        
double
 
fy
 
=
 
y
;

        
double
 
length
 
=
 
len
;

        
double
 
alpha
 
=
 
alpha_angle
;

        
int
 
it_n
 
=
 
iteration_n
;

        
if
 
(
it_n
 
>
 
0
)
 
{

            
length
 
=
 
(
length
 
/
 
Math
.
sqrt
(
2
));

            
c_curve
(
fx
,
 
fy
,
 
length
,
 
(
alpha
 
+
 
45
),
 
(
it_n
 
-
 
1
),
 
g
);
 
// Recursive Call

            
fx
 
=
 
(
fx
 
+
 
(
length
 
*
 
Math
.
cos
(
Math
.
toRadians
(
alpha
 
+
 
45
))));

            
fy
 
=
 
(
fy
 
+
 
(
length
 
*
 
Math
.
sin
(
Math
.
toRadians
(
alpha
 
+
 
45
))));

            
c_curve
(
fx
,
 
fy
,
 
length
,
 
(
alpha
 
-
 
45
),
 
(
it_n
 
-
 
1
),
 
g
);
 
// Recursive Call

        
}
 
else
 
{

            
Color
[]
 
A
 
=
 
{
Color
.
RED
,
 
Color
.
ORANGE
,
 
Color
.
BLUE
,
 
Color
.
DARK_GRAY
};

            
g
.
setColor
(
A
[
ThreadLocalRandom
.
current
().
nextInt
(
0
,
 
A
.
length
)
]
);
 
//For Choosing Different Color Values

            
g
.
drawLine
((
int
)
 
fx
,
 
(
int
)
 
fy
,
 
(
int
)
 
(
fx
 
+
 
(
length
 
*
 
Math
.
cos
(
Math
.
toRadians
(
alpha
)))),
 
(
int
)
 
(
fy
 
+
 
(
length
 
*
 
Math
.
sin
(
Math
.
toRadians
(
alpha
)))));

        
}

    
}

    
public
 
static
 
void
 
main
(
String
[]
 
args
)
 
{

        
C_curve
 
points
 
=
 
new
 
C_curve
();

        
points
.
x
 
=
 
200
;
 
// Stating x value

        
points
.
y
 
=
 
100
;
 
// Stating y value

        
points
.
len
 
=
 
150
;
 
// Stating length value

        
points
.
alpha_angle
 
=
 
90
;
 
// Stating angle value

        
points
.
iteration_n
 
=
 
15
;
 
// Stating iteration value

        
JFrame
 
frame
 
=
 
new
 
JFrame
(
"Points"
);

        
frame
.
setDefaultCloseOperation
(
JFrame
.
EXIT_ON_CLOSE
);

        
frame
.
add
(
points
);

        
frame
.
setSize
(
500
,
 
500
);

        
frame
.
setLocationRelativeTo
(
null
);

        
frame
.
setVisible
(
true
);

    
}

}

```

### 表計算ソフトの例
さきの反復関数系を使用し、バーンズリーらにより示されたランダム・アルゴリズムを適用することでもレヴィC曲線を描画できる。

すなわち、反復関数ƒ1、ƒ2をそれぞれ50%の確率でランダムに選択し、反復的に計算を実行すればよい。以下に表計算ソフトの入力例を示す。
|   | A       | B   | C    | D    | E   | F   | G   | H   |
| - | ------- | --- | ---- | ---- | --- | --- | --- | --- |
| 1 | IFS     | a   | b    | c    | d   | e   | f   | p   |
| 2 | ƒ1      | 0.5 | -0.5 | 0.5  | 0.5 | 0   | 0   | 0.5 |
| 3 | ƒ2      | 0.5 | 0.5  | -0.5 | 0.5 | 0.5 | 0.5 |     |
| 4 | random  | ƒ   | X    | Y    |     |     |     |     |
| 5 |         |     | 0    | 0    |     |     |     |     |
| 6 | =RAND() | B8  | C8   | D8   |     |     |     |     |

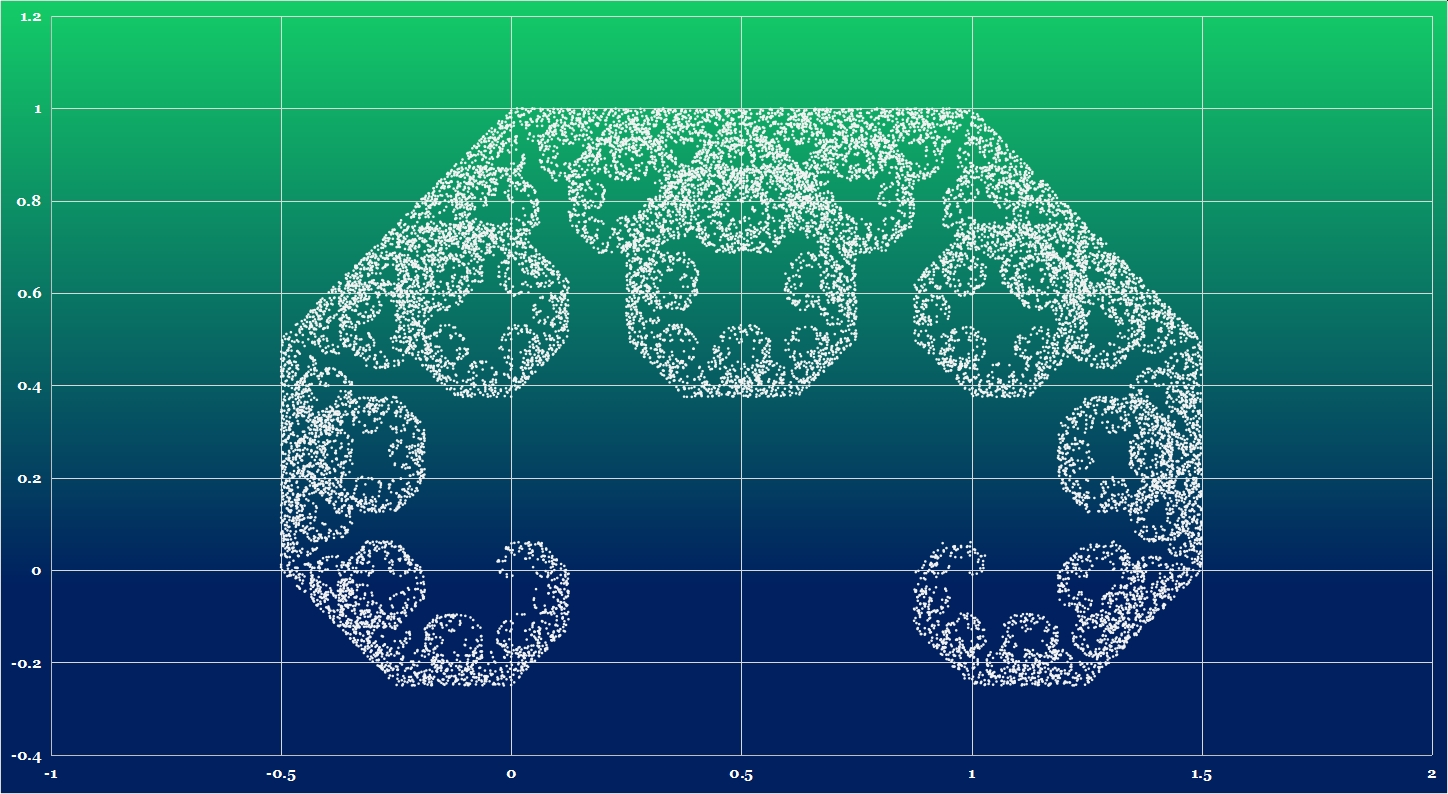
表計算ソフトで作成したレヴィC曲線、2万のXYデータの散布図

なお、B8,C8,D8のセルには以下のような条件判定の関数を入力する。
- B8=IF(A6<($H$2),1,2)
- C8=IF(B6=1,$B$2*C5+$C$2*D5+$F$2,$B$3*C5+$C$3*D5+$F$3)
- D8=IF(B6=1,$D$2*C5+$E$2*D5+$G$2,$D$3*C5+$E$3*D5+$G$3)

最終6行目をオートフィルで適当な行数だけコピーし、XY散布図とするとレヴィC曲線が得られる。各変換式ƒの係数a,b,c,d,e,fと確率pは任意に変更可能である。
各列は以下のような計算を行っている。
- A列:乱数を発生させる。
- B列:乱数をもとに確率pに応じた条件判定を行い、用いる変換ƒを決める。
- C列:先に決めた変換ƒに対応する計算をおこない、Xを求める。
- D列:先に決めた変換ƒに対応する計算をおこない、Yを求める。
- 新たなXとYは前の行のXとYの値を使用し、反復的に計算を進める。